# Jiří Petrů
Jiří Petrů (* 17. srpna 1956) je český politik ČSSD, v letech 2006 až 2017 poslanec Poslanecké sněmovny PČR, předtím v letech 1998 až 2006 starosta Valtic.

## Biografie
Absolvoval Střední průmyslovou školu strojnickou a železniční v Břeclavi a potom Vysoké učení technické v Brně (stavební fakulta, obor konstrukce a dopravní stavby). Pracoval jako mostmistr, vodohospodář, investiční technik a později jako živnostník v oboru projektant a technická pomoc. Je ženatý, má dvě dcery.
Dlouhodobě působí v místní politice, do které se zapojil již před rokem 1989. Byl členem a předsedou stavební komise, později členem rady. V komunálních volbách roku 1998, komunálních volbách roku 2002, komunálních volbách roku 2006 a komunálních volbách roku 2010 byl zvolen do zastupitelstva města Valtice, v roce 1998 jako bezpartijní za Sdružení ČSSD, NK, roku 2002 coby bezpartijní za ČSSD a v následných volbách již jako člen ČSSD. Profesně se k letem 1998 a 2002 uváděl jako stavební inženýr, následně v letech 2006 a 2010 coby poslanec. V letech 1998–2006 zastával post starosty Valtic.
Ve volbách v roce 2006 byl zvolen do poslanecké sněmovny za ČSSD (volební obvod Jihomoravský kraj). Byl místopředsedou sněmovního výboru pro veřejnou správu a regionální rozvoj, členem výboru pro sociální politiku a v letech 2009–2010 i výboru zemědělského. Poslanecký mandát obhájil i ve volbách v roce 2010 a volbách v roce 2013. Působil ve funkci místopředsedy výboru pro veřejnou správu a regionální rozvoj.
V listopadu 2012 se stal předsedou Okresního výkonného výboru ČSSD v Břeclavi.
V komunálních volbách v roce 2014 se mu nepodařilo obhájit funkci zastupitele města Valtice a v městském zastupitelstvu tak skončil. Ve volbách do Poslanecké sněmovny PČR v roce 2017 obhajoval svůj poslanecký mandát za ČSSD v Jihomoravském kraji, ale neuspěl.